# Paolo Rumiz
Paolo Rumiz (Trieste, 20 dicembre 1947) è un giornalista, scrittore e viaggiatore italiano.

## Biografia
Inviato speciale del Piccolo di Trieste, si candidò senza successo nel capoluogo giuliano per L'Ulivo alla Camera dei Deputati nel 1996.
In seguito divenne editorialista de la Repubblica.
Dal 1986 si è occupato degli eventi dell'area balcanica e danubiana; negli anni Novanta, durante la dissoluzione della Jugoslavia, fu corrispondente in Croazia e Bosnia-Erzegovina.
Nel novembre 2001 fu inviato ad Islamabad, e successivamente a Kabul, per documentare l'attacco degli Stati Uniti d'America all'Afghanistan talebano.
Molti dei suoi reportage narrano i viaggi compiuti, sia per lavoro che per diletto, attraverso l'Italia e l'Europa.
Nell'estate '98 pedala in bicicletta da Trieste a Vienna, in compagnia del figlio Michele; in seguito pubblica il reportage Dove andiamo stando?, su Diario, nell'autunno 1998.
Nella primavera '99 esplorò le regioni della costa adriatica italiana in automobile, da Gorizia al Salento, pubblicando poi il reportage Capolinea Bisanzio, su Repubblica; nell'inverno '99 percorse in treno la tratta Trieste-Kiev (L'uomo davanti a me è un ruteno, pubblicato sul Piccolo nello stesso anno); nella primavera 2000 si imbarcò sul Danubio a Budapest per arrivare al confine tra Serbia e Romania (Ljubo è un battelliere, inserito in È oriente del 2003); nell'inverno 2000, ancora in treno, da Berlino a Istanbul (Chiamiamolo Oriente, pubblicato su La Repubblica); nella primavera 2001 girò il Nord-Est in bicicletta, da Trieste al Gavia (Il frico e la jota, inserito in È oriente del 2003).
Da qualche anno fa un viaggio ogni estate, in agosto, raccontandolo di giorno in giorno, su Repubblica:
- nel 2001 percorre in bicicletta, insieme al vignettista Francesco Tullio Altan e a Emilio Rigatti, i quasi 2000 km che separano Istanbul da Trieste[1]
- nel 2002 gira l'Italia in treno per 7480 km, come la Ferrovia Transiberiana dagli Urali a Vladivostok, in compagnia delle vignette di Altan e di un compagno misterioso (rivelato verso la fine del viaggio)[2]. È stato pubblicato sia come rubrica su La Repubblica, che come libro, L'Italia in seconda classe, da Feltrinelli.
- nel 2004 in barca a vela, sulle rotte della Serenissima, da Venezia a Lepanto[3]
- nel 2005, assieme a Moni Ovadia e Monika Bulaj, parte da Torino per raggiungere il sepolcro di Cristo, a Gerusalemme[4]
- nel 2006, a bordo di una Fiat 500 "Topolino" del '53, attraversa strade secondarie di Alpi e Appennini; va dalla Dalmazia fino all'estrema punta degli Appennini, in Calabria[5] (viaggio raccontato nel libro La leggenda dei monti naviganti)
- nel 2007 segue le tracce del condottiero cartaginese Annibale fino all'imbarco in Calabria, terra abitata anche dal fiero popolo dei Bruzi.[6] Nell'autunno dello stesso anno pubblica su Il Piccolo Diario minimo, resoconto di un viaggio in Cina[7]
- nel 2008, assieme a Monika Bulaj, con bus, treni, traghetti e autostop percorre 7000 chilometri, da Nord a Sud, lungo la frontiera orientale dell'Unione Europea dall'Artico al Mediterraneo[8][9]
- nel 2009 con svariati mezzi di trasporto scrive a puntate di un viaggio da sud verso nord, lungo le linee geologiche della penisola, per conto del quotidiano La Repubblica dal titolo L'Italia sottosopra
- nel 2010, sempre per La Repubblica, attraversa i luoghi del Risorgimento per raccontare l'epopea garibaldina[10]
- nel 2011 viaggia attraverso l'Italia cercando città morte, fabbriche dismesse e miniere abbandonate[11] ed è stato realizzato il film Le dimore del vento[12]
- nel 2012 compie un viaggio completo sul Po evitando, volutamente, di iniziarlo dalle sorgenti sul Monviso per non omaggiare i tristi e vuoti rituali "nordisti" della Lega Nord, giungendo, dopo peripezie varie, al delta nel mare Adriatico, per poi toccare anche la Croazia. Il viaggio è stato raccontato da Paolo Rumiz a puntate su La Repubblica ed è stato creato il film Il risveglio del fiume segreto, che ne ripercorre le tappe principali e che è stato presentato alla Mostra del Cinema di Venezia[13].
- nel 2013 ripercorre tutto il fronte italo-austriaco alla vigilia del centenario della prima guerra mondiale[14] ed è stato realizzato il film L'albero tra le trincee[15]
- nel 2014 ha viaggiato per tutti i fronti della prima guerra mondiale, realizzando insieme al regista Alessandro Scillitani un'opera di 10 documentari che mette in relazione l'Europa di oggi con quella di cento anni fa[16]. Per questo lavoro su iniziativa del Presidente della Repubblica ha ricevuto l'onorificenza di Commendatore
- nel 2014 ha trascorso un intero mese in un faro[17], esperienza da cui trarrà spunto per il libro Il Ciclope, Collana I Narratori, Milano, Feltrinelli, 2015, ed è stato realizzato il film L'Ultimo faro[18]
- nel 2015 attraversa l'Italia da Roma a Brindisi riscoprendo il tracciato della antica Via Appia[19]. A gennaio ripercorre i luoghi abruzzesi devastati 100 anni prima dal terremoto della Marsica[20].
- nel 2018 compie un viaggio laico attraverso i monasteri europei raccontato su La Repubblica con un reportage dal titolo "Benedetti Monasteri".[21].

Nel 2021-22 porta in scena nei teatri italiani "Canto per Europa" con la regia di Franco Però, richiamando il mito della fondazione del nostro continente e interrogandosi sulle sue origini, sui suoi valori, sui suoi strappi e sulle sue lacerazioni.
È nipote del senatore del Regno d'Italia e podestà di Trieste Giorgio Pitacco.

## Premi e riconoscimenti
- Premio Hemingway 1993 per i suoi servizi dalla Bosnia-Erzegovina
- Premio Max David 1994 come migliore inviato italiano dell'anno
- Premio Archivio Disarmo-Colombe d'oro per la pace 1998
- Premio Capri-S. Michele 2003 per È oriente
- Premio San Vidal 2003
- Premio Latisana per il Nord-Est 2003
- Premio giornalistico Marco Luchetta 2006
- Premio Stresa di Narrativa 2007
- Premio Chatwin-camminando per il mondo 2007
- Premio Lawrence per il giornalismo, Mandas 2012
- Premio ANA Giornalisti dell'anno[23]
- Premio Procida-Isola di Arturo - Elsa Morante Sezione mare 2016 per "Il ciclope"[24]
- Prix Méditerranée étranger 2024 per Canto per Europa[25]

## Opere
- Danubio. Storie di una nuova Europa, Collana Saggi e documenti, Milano, Studio Tesi, 1990, ISBN 978-88-769-2216-9.
- La linea dei mirtilli. Storie dentro la storia di un paese che non c'è più, Prefazione di Demetrio Volcic, Roma, Editori Riuniti, 1993. - ed. riveduta, Editori Riuniti, 1997; nuova ed. aggiornata, Collana Camera con vista, Udine, Bottega Errante Edizioni, 2022, ISBN 979-12-802-1943-5.
- Vento di terra. Istria e Fiume, appunti di viaggio tra i Balcani e il Mediterraneo, a cura di C. Giovanella, Trieste, Mgs Press, 1994, ISBN 978-88-864-2402-8.
- Maschere per un massacro. Quello che non abbiamo voluto sapere della guerra in Jugoslavia, Introduzione di Claudio Magris, Roma, Editori Riuniti, 1996-1999. - Con una nuova prefazione dell'Autore, Feltrinelli, Milano, 2011.
- con Carlo Cerchioli, Fotoreporter italiani nell'ex Jugoslavia, Città di Castello, Editore Petruzzi, 1996.
- La secessione leggera. Dove nasce la rabbia del profondo Nord, Roma, Editori Riuniti, 1997. - Feltrinelli, Milano, 2001.
- con Francesco Altan, Tre uomini in bicicletta, Milano, Feltrinelli, 2002, ISBN 978-88-07-84013-5.
- È oriente, Collana I Narratori n.631, Milano, Feltrinelli, 2003, ISBN 978-88-070-1631-8.
- Gerusalemme perduta, con Monika Bulaj, Milano, Frassinelli, 2005, ISBN 978-88-768-4904-6.
- La leggenda dei monti naviganti, Collana I Narratori, Milano, Feltrinelli, 2007, ISBN 978-88-070-1720-9.
- Annibale. Un viaggio, Collana I Narratori, Milano, Feltrinelli, 2008, ISBN 978-88-070-1763-6.
- L'Italia in seconda classe, Collana Traveller, Milano, Feltrinelli, 2009, ISBN 978-88-07-71102-2.
- La cotogna di Istanbul. Ballata per tre uomini e una donna, Collana I Narratori, Milano, Feltrinelli, 2010, ISBN 978-88-070-1820-6. - nuova ed. riveduta, Collana UEF n.8647, Milano, Feltrinelli, 2015, ISBN 978-88-078-8647-8.
- Il bene ostinato, Collana I Narratori, Milano, Feltrinelli, 2011, ISBN 978-88-070-1835-0. [ dedicato all'attività missionaria dei Medici con l'Africa Cuamm ]
- Trans Europa Express, Collana I Narratori, Milano, Feltrinelli, 2012, ISBN 978-88-07-01927-2.
- A piedi, Collana Kids, Milano, Feltrinelli, 2012, ISBN 978-88-07-92181-0. [viaggio a piedi attraverso l'Istria da Trieste a Capo Promontore, vicino a Pola ]
- Morimondo, Collana I Narratori, Milano, Feltrinelli, 2013, ISBN 978-88-07-03042-0.
- Come cavalli che dormono in piedi, Collana I Narratori, Milano, Feltrinelli, 2014, ISBN 978-88-070-3104-5.
- Il Ciclope, Collana I Narratori, Milano, Feltrinelli, 2015, ISBN 978-88-070-3163-2.
- Appia, Collana I Narratori, Milano, Feltrinelli, 2016, ISBN 978-88-070-3190-8.
- con Cécile Kyenge, Dal libro dell'Esodo, Edizioni Piemme, 2016, ISBN 9788858516539.
- La Regina del Silenzio, Collana Le onde, Milano, La Nave di Teseo, 2017, ISBN 978-88-934-4286-2.
- Il filo infinito, Collana I Narratori, Milano, Feltrinelli, 2019, ISBN 978-88-070-3324-7.
- Il veliero sul tetto. Appunti per una clausura, Collana I Narratori, Milano, Feltrinelli, 2020, ISBN 978-88-070-3410-7.
- Canto per Europa, Collana I Narratori, Milano, Feltrinelli, 2021, ISBN 978-88-070-3456-5.
- Una voce dal Profondo, Collana I Narratori, Milano, Feltrinelli, 2023, ISBN 978-88-07-03573-9.
- La rotta per Lepanto, Collana Camera con vista n.44, Udine, Bottega Errante Edizioni, 2024, ISBN 979-12-556-7032-2.
- Verranno di notte. Lo spettro della barbarie in Europa, Collana Scintille, Milano, Feltrinelli, 2024, ISBN 978-88-071-7448-3.
- Bella e perduta. Canto dell'Italia garibaldina, Collana I Narratori, Milano, Feltrinelli, maggio 2025, ISBN 978-88-070-3657-6.